# Límit elàstic
El límit elàstic, també anomenat límit de fluència, és la tensió màxima que un material elàstic pot suportar sense sofrir deformacions permanents. Si s'apliquen tensions superiors a aquest límit, el material experimenta deformacions permanents i no recupera la seva forma original en retirar les càrregues. En general, un material sotmès a tensions inferiors al seu límit d'elasticitat és deformat temporalment segons la llei de Hooke.
Els materials sotmesos a tensions superiors al seu límit d'elasticitat tenen un comportament plàstic. Si les tensions exercides continuen augmentant, el material arriba el seu punt de fractura. El límit elàstic marca, per tant, el pas del camp elàstic a la zona de fluència. Més formalment, això comporta que, en una situació de tensió uniaxial, el límit elàstic és la tensió admissible a partir de la qual s'entra en la superfície de fluència del material.

## Determinació del límit elàstic

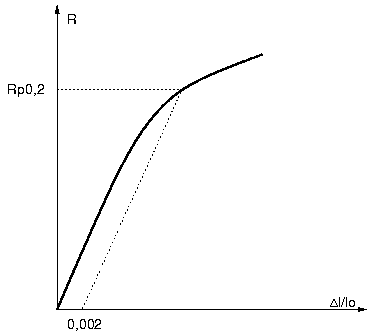
Determinació del límit elàstic

Si es disposa de la corba tensió-deformació s'observa que al principi, per a la majoria dels materials (els elastòmers no ho compleixen, per exemple), apareix una zona que segueix una distribució gairebé lineal: el seu pendent és el mòdul d'elasticitat E. Aquesta zona es correspon a les deformacions elàstiques del material fins a un punt on la funció canvia de règim i comença a corbar-se: aquesta zona es correspon a l'inici del règim plàstic. Aquest punt de canvi és el límit elàstic.
A causa de la dificultat per localitzar aquest punt de manera exacta (en els gràfics experimentals la recta és difícil de determinar), en enginyeria s'adopta un criteri convencional i es considera com a límit elàstic la tensió a la qual el material té una deformació plàstica del 0,2% (o ε = 0,002).